# Berthoud (Weld County, Colorado)
Berthoud ist eine US-amerikanische Stadt in Colorado im Weld County und im Larimer County. Sie liegt nördlich des Little Thompson River, etwa auf halbem Weg zwischen den Städten Fort Collins und Denver. Im Jahr 2010 hatte die Stadt  5105 Einwohner auf einer Fläche von 10,5 km². 